# VDI-Gesellschaft Fahrzeug- und Verkehrstechnik
Die VDI-Gesellschaft Fahrzeug- und Verkehrstechnik (FVT) ist eine seit 1934 bestehende Fachgesellschaft im Verein Deutscher Ingenieure (VDI). Die FVT bietet Ingenieuren aus den Fachbereichen Kraftfahrzeugtechnik, Bahntechnik, Luft- und Raumfahrttechnik sowie Schiffbau und Schiffstechnik eine fachliche Heimat. Der Sitz der FVT ist das VDI-Haus in Düsseldorf.

## Geschichte
Der Aufschwung der Automobilindustrie in Deutschland setzte Anfang des 20. Jahrhunderts ein. Damit wuchs die Notwendigkeit, einen wirkungsvollen Austausch an technischen Erfahrungen und wissenschaftlichen Erkenntnissen unter den Fachingenieuren des Automobilbaus zu schaffen und zu pflegen. Daraufhin wurde am 17. März 1904 die Automobiltechnische Gesellschaft (ATG) in Berlin gegründet. Der angedachte Name „Verein Deutscher Automobilingenieure“ wurde verworfen, um nicht mit dem VDI verwechselt zu werden. Bereits einige Tage später, am 31. März 1904, wird die seit 1898 bestehende Zeitschrift „Der Motorwagen“ offizielles Vereinsorgan. Am 1. Juli 1929 fusionieren „Der Motorwagen“, „Auto-Technik“ und „Mitteilungen des Reichsverbands der Automobilindustrie“ zur „Automobiltechnischen Zeitschrift (ATZ)“, die noch heute offizielles Vereinsorgan der FVT ist. Auf Wunsch des Reichsbunds Technischer Arbeit (RTA), der die Zusammenführung technischer Fachvereine propagierte, erfolgte am 1. Oktober 1934 der korporative Anschluss der Automobiltechnischen Gesellschaft an den VDI als Arbeitsgemeinschaft Kraftfahrzeugtechnik.
Mit der durch die Zugehörigkeit des VDI zum NS-Bund Deutscher Technik ausgelösten Vereinsauflösung vom 22. November 1945 auf Basis des Kontrollratsgesetz Nr. 2 vom 10. Oktober 1945, erlassen durch den Alliierten Kontrollrat, endete auch die fachliche Arbeit des Vereins. Nach der Genehmigung durch die Militärregierung wurde der VDI am 12. September 1946 in der Britischen Zone und schließlich im September 1949 für das gesamte Gebiet der Bundesrepublik Deutschland und West-Berlin neu gegründet. Bereits 1947 wurde in der Arbeitsgemeinschaft Kraftfahrzeugtechnik im VDI die inhaltliche Arbeit wieder aufgenommen.
Umbenennungen erfolgten 1956 in VDI-Fachgruppe Fahrzeugtechnik, 1974 in VDI-Gesellschaft Fahrzeugtechnik sowie 1993, nach der beschlossenen Erweiterung auf alle Verkehrsträger, in die heutige Bezeichnung VDI-Gesellschaft Fahrzeug- und Verkehrstechnik.

## Inhaltliche Schwerpunkte
Die FVT und ihre Vorgängergesellschaften beschäftigten sich bis 1993 ausschließlich mit Straßenfahrzeugen, ausgenommen landwirtschaftliche Fahrzeuge. Arbeitsschwerpunkte waren so z. B. im Jahr 1974 Personenkraftwagen, Nutzfahrzeuge, zukünftige Verkehrsmittel, Sicherheitsfragen und Entwicklungen im Karosserie- und Fahrgestellbau sowie im Motorenbau. Nachdem man bereits zweimal vergeblich in den Jahren 1908 und 1951 versucht hatte, die Luftfahrttechnik als Arbeitsgebiet zu etablieren, gelang dies erst dauerhaft ab 1993 mit der Erweiterung des Themengebietes um die Verkehrsträger Luft- und Raumfahrttechnik, Schiffbau und Schiffstechnik sowie der Bahntechnik.
Die FVT ist heute (Stand: Oktober 2022) in fünf Fachbereiche untergliedert.
Der Stand der Technik im Bereich der Fahrzeugtechnik wird in Form von VDI-Richtlinien im VDI-Handbuch Fahrzeugtechnik festgehalten, dessen Herausgeber die FVT ist. Der Stand der Technik im Themenfeld Schiffbau und Schiffstechnik wird im VDI-Handbuch Schiffbau und Schiffstechnik festgehalten.

## Mitgliedschaft in der Internationalen Organisation der Automobilingenieure
Der VDI ist über die FVT seit 1952 aktives Mitglied der Internationalen Organisation der Automobilingenieure (FISITA). Die FISITA wurde 1948 in Paris gegründet, ist der internationale Dachverband der Automobilingenieurverbände, vereinigt Mitglieder aus 35 Ländern und vertritt damit mehr als 200.000 Automobilingenieure weltweit. Die FVT vertritt die Interessen der deutschen Ingenieure in den Gremien der FISITA. Folgende FISITA-World-Automotive-Kongresse fanden unterstützt durch die FVT in Deutschland statt:
- 5. FISITA-Kongress, 1954, München
- 11. FISITA-Kongress, 1966, München
- 18. FISITA-Kongress, 1980, Hamburg
- 32. FISITA-Kongress, 2008, München

## Nachwuchsaktivitäten

### Formula Student Germany

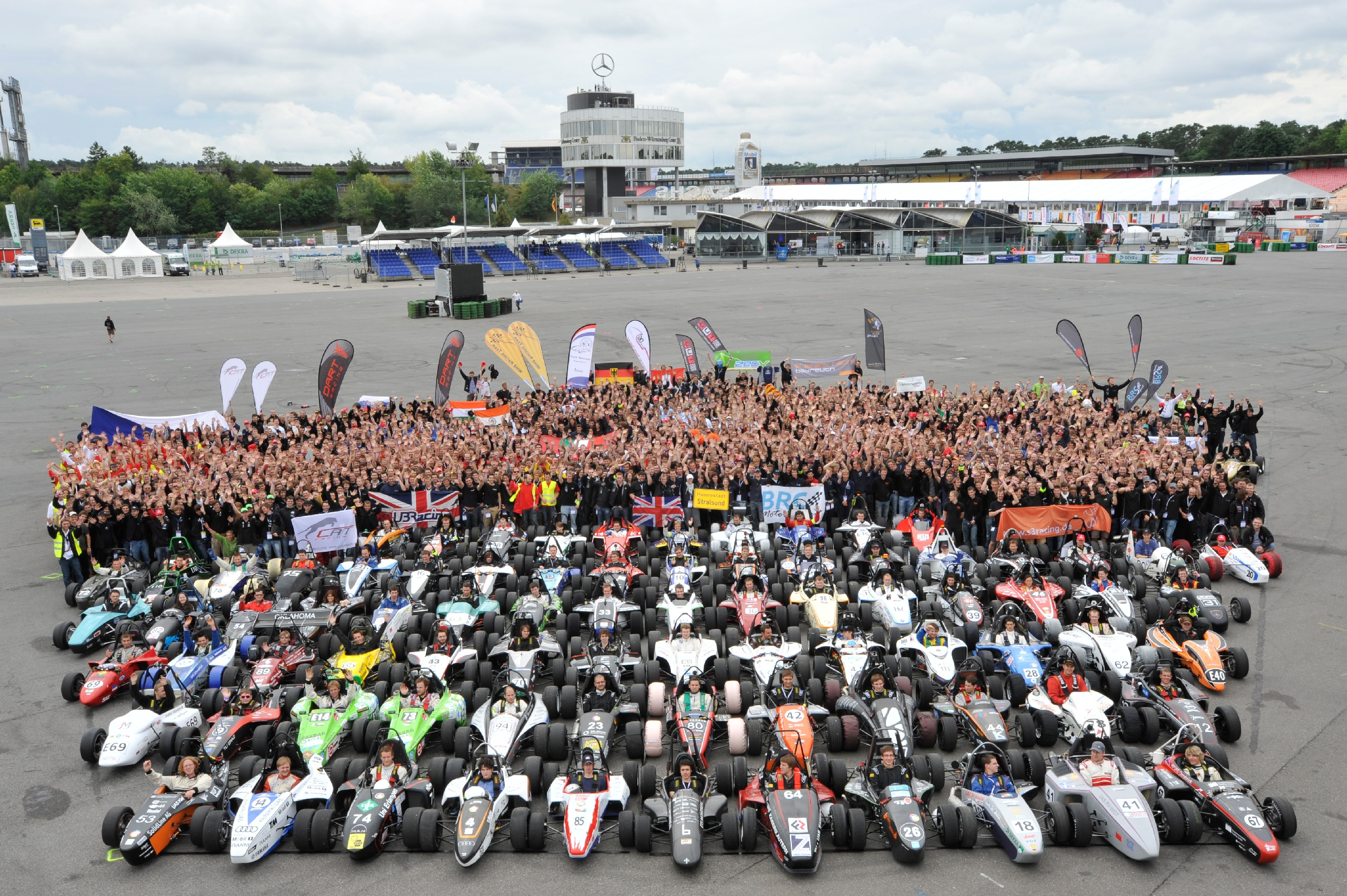
Gruppenfoto am Hockheimring mit allen Teams der FSG 2010

Der Verein Deutscher Ingenieure, vertreten durch die FVT, ist der ideelle Träger der Formula Student Germany (FSG) seit ihrer Gründung im Jahr 2006. Die FSG ist ein jährlich stattfindender, internationaler Konstruktionswettbewerb für Studenten.

### Carolo-Cup
Der Carolo-Cup ist ein seit 2008 jährlich ausgetragener, internationaler Hochschulwettbewerb für autonom fahrende Modellfahrzeuge im Maßstab 1:10. Der Cup wird von der Technischen Universität Braunschweig unter Schirmherrschaft von VDE und VDI, Letzterer vertreten durch die FVT, veranstaltet.

## Ehrungen

### Allgemeines
Als VDI-Fachgesellschaft kann die FVT die Ehrenmedaille des VDI, die Ehrenplakette des VDI und die Benz-Daimler-Maybach-Medaille verleihen. Nachfolgend sind alle Inhaber einer Ehrung, die durch die FVT ausgesprochen wurde, aufgelistet.

### Benz-Daimler-Maybach-Medaille

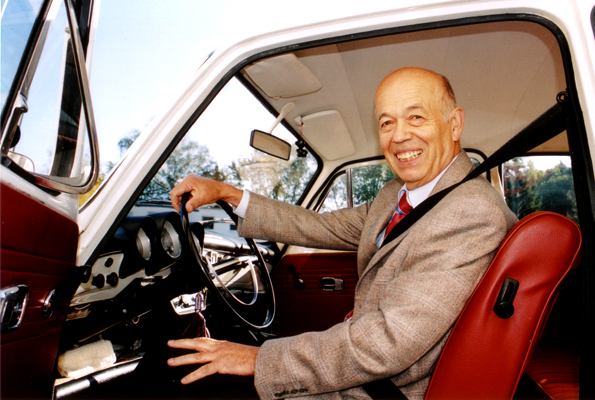
Ulrich Seiffert, seit 2004 Träger der Benz-Daimler-Maybach-Medaille

Die FVT verleiht seit 1986 die Benz-Daimler-Maybach-Medaille, welche nach den Pionieren der Automobiltechnik Carl Benz, Gottlieb Daimler und Wilhelm Maybach benannt ist. Mit der Medaille, die der Ehrenmedaille des VDI gleichwertig ist, zeichnet die FVT besonders verdiente Mitglieder und Ehrenamtliche sowie Ingenieure aus, die sich auf dem Gebiet des Automobilbaus besondere Verdienste erworben haben. Bis heute (Stand: September 2022) wurden die folgenden Personen mit der Benz-Daimler-Maybach-Medaille ausgezeichnet:
- Lutz Eckstein, verliehen 2022
- Jürgen Bönninger, verliehen 2019
- Rodolfo Schöneburg, verliehen 2017
- Christoph Huß, verliehen 2013
- Wolfgang Runge, verliehen 2009
- Heinrich Timm, verliehen 2009
- Hans Peter Lenz, verliehen 2008
- Detlef Frank, verliehen 2004
- Ulrich Seiffert, verliehen 2004
- Christian Trowitzsch, verliehen 2003
- Hermann Gaus, verliehen 2002
- Peter Hupfer, verliehen 2001
- Richard van Basshuysen, verliehen 2001
- Bert Breuer, verliehen 1997
- Klaus Schubert, verliehen 1996
- Hans-Hermann Braess, verliehen 1992
- Hermann Appel, verliehen 1990
- Ernst Fiala, verliehen 1988
- Hans-Joachim Förster, verliehen 1986

### Ehrenmedaille des VDI
Die FVT ehrt herausragende Persönlichkeiten auf dem Gebiet der Fahrzeug- und Verkehrstechnik, die nicht in den Themenbereich der Benz-Daimler-Maybach-Medaille fallen, mit der Ehrenmedaille des VDI. Sie wird seit 1989 vergeben und ist die höchste Ehrung, die eine VDI-Fachgesellschaft verleiht. Bis heute (Stand: September 2022) wurden die folgende Personen durch die FVT mit der Ehrenmedaille des VDI ausgezeichnet:
- Axel Herrmann, verliehen 2023
- Jürgen Klenner, verliehen 2022
- Helmut Ponath, verliehen 2019[14]
- Udo Stahlberg, verliehen 2018[15][16]

## Organe der FVT
Über die fachliche Arbeit der FVT wird in Form von Artikeln, Tagungsbeiträgen und weiteren Informationen für VDI-Mitglieder laufend in den folgenden Organen der FVT und den VDI-Nachrichten berichtet:
- Automobiltechnische Zeitschrift (ATZ), seit 1934
- Drones, seit 2019
- Eisenbahntechnische Rundschau, 1994–2005 sowie seit 2015
- eMobilJournal, seit 2018
- Internationales Verkehrswesen, seit 2015
- Schiff & Hafen, seit 2015